# Coniceromyia parvicornis
Coniceromyia parvicornis är en tvåvingeart som beskrevs av Borgmeier 1963. Coniceromyia parvicornis ingår i släktet Coniceromyia och familjen puckelflugor.
Artens utbredningsområde är Peru. Inga underarter finns listade i Catalogue of Life.